# 弗萊明頓鎮區 (密蘇里州波爾克縣)
弗萊明頓鎮區（英語：Flemington Township）是位於美國密蘇里州波爾克縣的一個行政鎮區。

## 地方資料
弗萊明頓鎮區的面積為38.61平方千米，當中陸地面積為38.49平方千米，而水域面積為0.12平方千米。根據2020年美國人口普查的數據，當地共有人口334人，而人口密度為每平方千米8.65人。